# Leopoldo di Anhalt-Köthen
Leopoldo di Anhalt-Köthen (Köthen, 28 novembre 1694 – Köthen, 19 novembre 1728) fu Principe di Anhalt-Köthen.
Oggi, è meglio ricordato per essere stato uno dei maggiori datori di lavoro di Johann Sebastian Bach come Maestro di Cappella dal dicembre 1717 all'aprile 1723.

## Biografia

### I primi anni

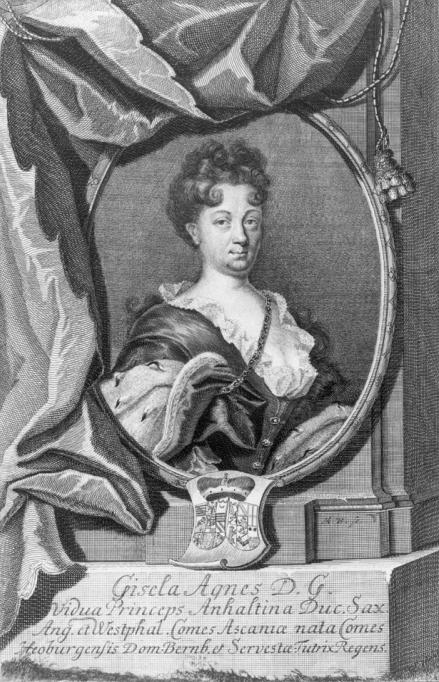
Gisella Agnese von Rath, madre di Leopoldo di Anhalt-Köthen e reggente del principato durante la sua minore età

Leopoldo era il figlio secondogenito del principe Emanuele Lebrecht di Anhalt-Köthen e della sua moglie morganatica, la nobile Gisella Agnese von Rath. Nel 1698 vennero riconosciuti tutti i figli maschi della coppia e nel 1699 giunse l'assenso imperiale per la loro eventuale successione al trono. Dei cinque figli che la coppia ebbe, solo Leopoldo e suo fratello Augusto Luigi, oltre alla sorella Cristiana Carlotta, sopravvissero.
Leopoldo perse il padre quando aveva solo 8 anni e come risultato egli venne chiamato a succedergli sotto la reggenza della madre principessa Gisella Agnese, una devota luterana. Dal 1708 studiò all'Accademia del Brandeburgo (sotto la tutela del suo tutor maggiore, Federico I di Prussia) ed in quello stesso anno ebbe occasione di appassionarsi al teatro partecipando nel novembre alla rappresentazione "Il matrimonio di Alessandro e Rossane" di Augustin Reinhard Stricker ove fu sul palcoscenico come ballerino.

### Il Grand Tour

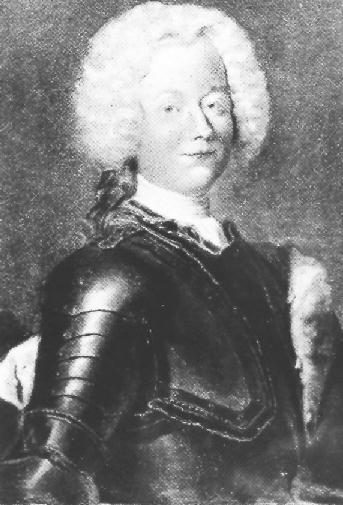
Il giovane principe Leopoldo

Nel 1710 iniziò un viaggio in Europa per formarsi una cultura più ampia come era in uso presso le classi agiate dell'epoca. In quest'esperienza venne accompagnato dal luterano Jobst Christoph von Zanthier. Nell'inverno del 1710/1711 fu presente a L'Aia dove frequentò l'Opera dodici volte in soli quattro mesi, manifestando apertamente così la sua passione per la musica che sarà il cardine di tutta la sua vita. Egli uscì impressionato da quest'esperienza ed in particolare dalle musiche di Jean Baptiste Lully di cui acquistò un libretto per meglio approfondirne lo stile ed iniziando lo studio del clavicembalo e del violino.
Nel 1711 il viaggio avrebbe dovuto proseguire nuovamente presso la corte di Federico di Prussia, ma invece deviò in Inghilterra ove il giovane Leopoldo ebbe l'occasione di visitare l'Opera di Londra e l'Università di Oxford nella cui biblioteca trascorse molto tempo.
Dopo l'esperienza inglese si concentrò nuovamente sui Paesi Bassi per poi passare a Francoforte sul Meno, Augusta, Roma e Venezia. In quest'ultima città le memorie storiche ci ricordano la sua spesa di 130 talleri solo per recarsi all'Opera. A Roma, invece, seguì le lezioni di violino del maestro Johann David Heinichen per un mese. Recatosi a Torino ove stazionò per nove giorni, partì in seguito alla volta di Firenze ove acquisì una copia del "Libro con 12 cantate" di Francesco Mancini e poi ripartì per Vienna. Il 17 aprile 1713 Leopoldo fece ritorno finalmente a Köthen. Le spese del viaggio ammontarono infine a 55.749 talleri. Il dibattito che si aprì subito con la madre reggente su queste folli spese per la musica, culminò con la decisione di Leopoldo di approfittare della chiusura avvenuta proprio nel 1714 dell'Orchestra Reale Prussiana per fondare una propria cappella di corte, impiegando molti degli ex musicisti berlinesi. Il primo maestro di musica fu Augustin Reinhard Stricker che venne sostituito da Bach tre anni dopo.

### Il regno

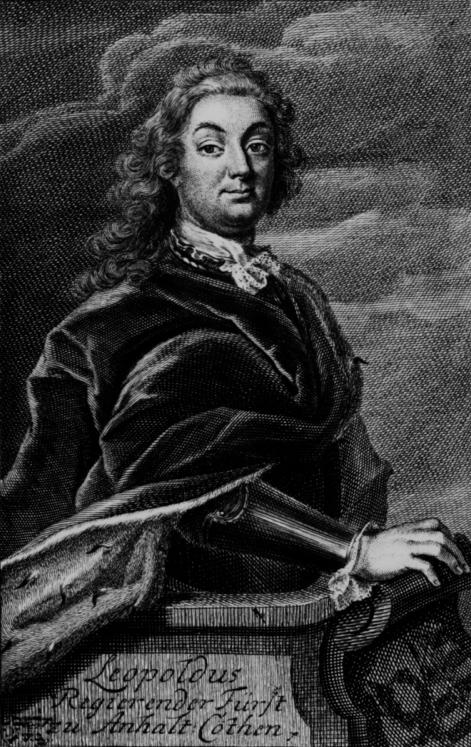
Leopoldo di Anhalt-Köthen in una litografia d'epoca

Il 30 novembre 1715 Leopoldo raggiunse la maggiore età e poté incominciare a reggere il trono paterno autonomamente e senza l'ingerenza della madre, sottoscrivendo l'atto di successione il 14 maggio 1716. Sua madre, che aveva retto lo stato per undici anni, si ritirò al castello di Nienburg ove visse una vita appartata.
Non appena ottenute le redini del governo, però, Leopoldo si trovò ben presto a dover fronteggiare delle problematiche non irrilevanti in materia economica. Dal 1702, infatti, suo padre aveva introdotto il maggiorasco per cui tutti i figli maschi avevano il diritto di ottenere un proprio stato da governare. Pertanto con la sua ascesa al trono, Leopoldo dovette cedere al fratello minore Luigi Augusto l'exclave di Güsten che comprendeva il castello e la città di Warmsdorf. Con questa concessione, però, il reddito annuo del suo principato scese da 13.094 talleri del 1715 a 9.893 talleri del 1716, assottigliando la sua disponibilità economica.
Il 1716 fu anche l'anno in cui Leopoldo accolse come maestro di cappella Johann Sebastian Bach e questo a Köthen fu per il compositore di Eisenach uno dei periodi più floridi e produttivi a livello musicale, primo tra tutti la prima parte del "Clavicembalo ben temperato" e molti altri scritti dedicati poi allo stesso principe Leopoldo.
La situazione politica, ad ogni modo, andò peggiorando negli anni successivi e Leopoldo e suo fratello Luigi Augusto iniziarono a questionare sui diritti circa il possesso della città di Warmsdorf facendo visita ripetutamente alla madre a Nienburg. Leopoldo decise nel 1718 di porre fine alla questione riprendendosi con la forza ciò che gli spettava: pur senza muovere direttamente guerra al fratello, inviò una banda di uomini armati ad apporre una bandiera col suo stemma nella città di Warmsdorf. Sulla questione intervenne la madre ed a questo punto Leopoldo nel 1721 inviò delle truppe a porre la sua bandiera proprio a Nienburg reclamando il castello per sé. Con l'estromissione della madre dalla faccenda politica, nell'agosto del 1722 i due fratelli trovarono un accordo economico e la partita fu chiusa.
Il 17 novembre 1728, il principe Leopoldo, ammalatosi di vaiolo, suonò il violino per l'ultima volta e morì due giorni dopo, all'età di 33 anni. A causa della mancanza di un erede maschio, a Leopoldo succedette suo fratello Luigi Augusto che riunì tra l'altro il principato con l'exclave in suo possesso.

## Il rapporto con Johann Sebastian Bach

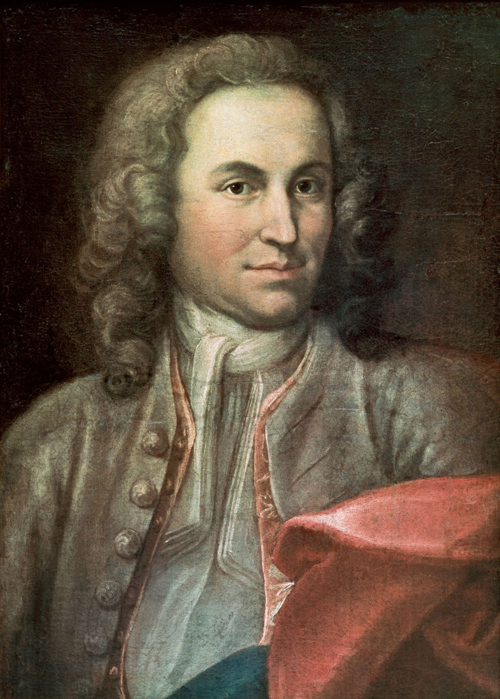
Ritratto di Johann Sebastian Bach all'epoca della sua assunzione a Kappelmaister di Leopoldo di Anhalt-Köthen

Il principe Leopoldo rimase letteralmente folgorato al sentire la musica di Bach durante un concerto il 24 gennaio 1716. Quando Stricker lasciò il posto nell'anno successivo, Leopoldo non perse tempo per offrire l'occupazione di Kapellmeister (Maestro di Cappella) a Bach. Molti dei lavori più belli di Bach, inclusi i Concerti Brandeburghesi e la I Parte delle composizioni per Clavicembalo ben Temperato, si situano in questo periodo a Köthen. Il castello di Leopoldo è oggi un museo, e ogni due anni si tengono manifestazioni culturali e concerti dedicati a Bach che si tengono nelle sale dove vennero messi in scena per la prima volta.
Leopoldo era un bravo organista e spesso partecipava alle esecuzioni con l'orchestra, spingendo Bach a comporre diverse cantate e serenate in suo onore. Il principe Leopoldo fu inoltre il padrino al battesimo di uno dei figli di Bach, Leopoldo Augusto, che morì ancora infante nel 1719.
Bach continuò la sua amicizia personale con il principe per il resto della sua breve vita e giunse da Lipsia il 23 marzo 1729 per eseguire un'opera (oggi perduta) in occasione dei funerali del Principe Leopoldo.

## Matrimonio e figli
L'11 dicembre 1721 a Bernburg il principe Leopoldo sposò la quindicenne cugina principessa Federica Enrichetta di Anhalt-Bernburg (1702–1723). Da questa unione nacque una figlia che ebbe il nome della madre del principe:
- Gisella Agnese (1722–1751), sposò Leopoldo II di Anhalt-Dessau

Dopo la morte della prima moglie, Leopoldo si risposò nel 1725 con la principessa Carlotta Federica di Nassau-Siegen (1702–1785), dalla quale ebbe due figli, entrambi morti in tenera età di vaiolo:
- Emanuele Luigi (1726-1728)
- Leopoldina Carlotta (1727-1728)

## Ascendenza
|                                             |                  |                                               | Genitori                                       |  |  | Nonni |  |  | Bisnonni                            |  |  | Trisnonni                         |  |
|                                             |                  |                                               |                                                |  |  |       |  |  | August, principe di Anhalt-Plötzkau |  |  | Joachim Ernst, principe di Anhalt |  |
|                                             |                  |                                               |                                                |  |  |       |  |  | August, principe di Anhalt-Plötzkau |  |  | Joachim Ernst, principe di Anhalt |  |
|                                             |                  | Eleonore von Württemberg                      |                                                |  |  |       |  |  | August, principe di Anhalt-Plötzkau |  |  |                                   |  |
| Emmanuele di Anhalt-Köthen                  |                  |                                               |                                                |  |  |       |  |  | August, principe di Anhalt-Plötzkau |  |  |                                   |  |
|                                             |                  | Sibylle zu Solms-Laubach                      | Johann Georg I, conte di Solms-Laubach         |  |  |       |  |  |                                     |  |  |                                   |  |
|                                             |                  | Sibylle zu Solms-Laubach                      | Johann Georg I, conte di Solms-Laubach         |  |  |       |  |  |                                     |  |  |                                   |  |
|                                             |                  | Sibylle zu Solms-Laubach                      | Margarethe von Schönburg-Glauchau              |  |  |       |  |  |                                     |  |  |                                   |  |
| Emanuel Lebrecht, principe di Anhalt-Köthen |                  | Sibylle zu Solms-Laubach                      |                                                |  |  |       |  |  |                                     |  |  |                                   |  |
|                                             |                  | Heinrich Ernst, conte di Stolberg-Wernigerode | Christoph, conte di Stolberg-Wernigerode       |  |  |       |  |  |                                     |  |  |                                   |  |
|                                             |                  | Heinrich Ernst, conte di Stolberg-Wernigerode | Christoph, conte di Stolberg-Wernigerode       |  |  |       |  |  |                                     |  |  |                                   |  |
|                                             |                  | Heinrich Ernst, conte di Stolberg-Wernigerode | Hedwig von Regenstein-Blankenburg              |  |  |       |  |  |                                     |  |  |                                   |  |
| Anna Eleonore zu Stolberg-Wernigerode       |                  | Heinrich Ernst, conte di Stolberg-Wernigerode |                                                |  |  |       |  |  |                                     |  |  |                                   |  |
|                                             |                  | Anna Elisabeth zu Stolberg-Wernigerode        | Heinrich Volrad, conte di Stolberg-Wernigerode |  |  |       |  |  |                                     |  |  |                                   |  |
|                                             |                  | Anna Elisabeth zu Stolberg-Wernigerode        | Heinrich Volrad, conte di Stolberg-Wernigerode |  |  |       |  |  |                                     |  |  |                                   |  |
|                                             |                  | Anna Elisabeth zu Stolberg-Wernigerode        | Margarethe zu Solms-Laubach                    |  |  |       |  |  |                                     |  |  |                                   |  |
| Leopold, principe di Anhalt-Köthen          |                  | Anna Elisabeth zu Stolberg-Wernigerode        |                                                |  |  |       |  |  |                                     |  |  |                                   |  |
|                                             | Wilhelm von Rath | Hans von Rath                                 |                                                |  |  |       |  |  |                                     |  |  |                                   |  |
|                                             | Wilhelm von Rath | Hans von Rath                                 |                                                |  |  |       |  |  |                                     |  |  |                                   |  |
|                                             | Wilhelm von Rath | Anna Voigt                                    |                                                |  |  |       |  |  |                                     |  |  |                                   |  |
| Balthasar Wilhelm von Rath                  | Wilhelm von Rath |                                               |                                                |  |  |       |  |  |                                     |  |  |                                   |  |
|                                             |                  | Dorothea von Hackeborn                        | Hans von Hackeborn                             |  |  |       |  |  |                                     |  |  |                                   |  |
|                                             |                  | Dorothea von Hackeborn                        | Hans von Hackeborn                             |  |  |       |  |  |                                     |  |  |                                   |  |
|                                             |                  | Dorothea von Hackeborn                        | Elisabeth von Angern                           |  |  |       |  |  |                                     |  |  |                                   |  |
| Gisela Agnes von Rath                       |                  | Dorothea von Hackeborn                        |                                                |  |  |       |  |  |                                     |  |  |                                   |  |
|                                             |                  | Heinrich von Wuthenau                         | Bernhard von Wuthenau                          |  |  |       |  |  |                                     |  |  |                                   |  |
|                                             |                  | Heinrich von Wuthenau                         | Bernhard von Wuthenau                          |  |  |       |  |  |                                     |  |  |                                   |  |
|                                             |                  | Heinrich von Wuthenau                         | Margaretha von Katte                           |  |  |       |  |  |                                     |  |  |                                   |  |
| Magdalene Dorothee von Wuthenau             |                  | Heinrich von Wuthenau                         |                                                |  |  |       |  |  |                                     |  |  |                                   |  |
|                                             |                  | Sibylle von Bindauf                           | Adolph von Bindauf                             |  |  |       |  |  |                                     |  |  |                                   |  |
|                                             |                  | Sibylle von Bindauf                           | Adolph von Bindauf                             |  |  |       |  |  |                                     |  |  |                                   |  |
|                                             |                  | Sibylle von Bindauf                           | Maria von Lincken                              |  |  |       |  |  |                                     |  |  |                                   |  |
|                                             |                  | Sibylle von Bindauf                           |                                                |  |  |       |  |  |                                     |  |  |                                   |  |